# Chorągwie

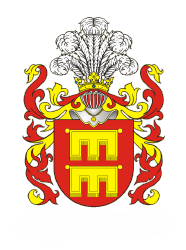
Das Wappen Chorągwie

Der polnische Wappenstamm Chorągwie leitet sich vom Wappenstamm Radwan ab.
Es wurde von  Adelsfamilien aus den Magnatenhäusern zur Zeit der polnisch-litauischen Adelsrepublik genutzt.
Von den Wappen gibt es auch noch einen Abzweig: Chorągwie Kmitów, 
der jedoch keine Änderungen im Wappenbild aufweist.
Folgende Familien gehörten diesen Wappenstämmen an Bykowski, Tysza Bykowski, Cerlenkowski, Czarnobylski, Czerlinkowski, Deszkowski, Hryckiewicz, Hryszkiewicz, Jelec, Kmita, 
Czarnoblyski, Olizar, Redler, Šyłavičy, Kmita, Tysza, Wołczkiewicz, Wołczkowicz, Worłowski.

## Personen
- Jan Chryzostom Redler, Architekt im Rokokobaustil
- Graf Gustav Olizar, Dichter
- Graf Narcyz Olizar, Schriftsteller
- Die Worłowski, Besitzer der Ortschaft Czerwony Dwór in Litauen